# إليسا مارتن
إليسا مارتن (بالإسبانية: Elisa Martin)‏ هي مغنية إسبانية، ولدت في 3 أغسطس 1972.

## وصلات خارجية
- إليسا مارتن على موقع ميوزك برينز (الإنجليزية)
- إليسا مارتن على موقع ديسكوغز (الإنجليزية)